# 대한민국 상법 제25조
대한민국 상법 제25조는 상호의 양도에 대한 상법총칙의 조문이다.

## 조문
제25조 (상호의 양도) ① 상호는 영업을 폐지하거나 영업과 함께 하는 경우에 한하여 이를 양도할 수 있다.

②상호의 양도는 등기하지 아니하면 제3자에게 대항하지 못한다.

第25條 (商號의 讓渡) ① 商號는 營業을 廢止하거나 營業과 함께 하는 境遇에 限하여 이를 讓渡할 수 있다.

②商號의 讓渡는 登記하지 아니하면 第3者에게 對抗하지 못한다.

## 판례

### 영업의 폐지의 정의
- 상법 제25조 제1항은 상호는 영업을 폐지하거나 영업과 함께 하는 경우에 한하여 이를 양도할 수 있다고 규정하고 있어 영업과 분리하여 상호만을 양도할 수 있는 것은 영업의 폐지의 경우에 한하여 인정되는데 이는 양도인의 영업과 양수인의 영업과의 사이에 혼동을 일으키지 않고 또 폐업하는 상인이 상호를 재산적 가치물로서 처분할 수 있도록 하기 위한 것인점에 비추어 위 법조항에 규정된 영업의 폐지라 함은 정식으로 영업폐지에 필요한 행정절차를 밟아 폐업하는 경우에 한하지 아니하고 사실상 폐업한 경우도 이에 해당한다[1].

### 상호양도 여부 판단
- 갑이 식당을 경영하기 시작할 당시 식당의 영업과 함께 상호를 양도받았다면, 영업목적을 위하여 조직화된 유기적 일체로서의 기능재산이 동일성을 유지하면서 일괄하여 이전하는 영업양도의 성질상 당연히 영업재산으로서의 식당의 소유권을 양도받았을 것이고, 따라서 갑의 지위를 승계하였다는 피신청인이 그 후 신청인으로부터 식당을 새삼스레 임차할 아무런 이유가 없었을 것이므로 피신청인이 신청인으로부터 식당을 임차한 사실에 비추어 갑이 식당 영업과 함께 상호를 양도받았다는 주장은 부당하다고 한 사례[2].

## 참고 문헌
- 이기수 최병규, 『상법총칙 상행위법(제7판)』, 박영사, 2010. ISBN 978-89-6454-504-1

## 같이 보기
- 상호권